# فوکا
سیاه بید، فوکا، بید مرتفع (نام علمی: Salix excelsa) نام یک گونه (زیست‌شناسی) از سرده بید است.